# کالپروتکتین مدفوع
کالپروتکتین مدفوع (انگلیسی: Faecal calprotectin) یک آزمایش مدفوع برای سنجش میزان کالپروتکتین موجود در مدفوع انسان است. بالا بودن سطح کالپروتکتین نشاندهندهٔ حرکت و انتقال نوتروفیل به غشای مخاطی روده است که در اثر التهاب روده رخ می‌دهد، از جمله در بیماری‌های التهابی روده. تحت شرایط بالینی خاص، این آزمایش ممکن است نیاز به انجامِ کولونوسکوپی تهاجمی یا اسکن سلول‌های سفید رادیواکتیو شده را برای تشخیص بیماری‌های التهابی روده برطرف کند.
کالپروتکتین یک پروتئین دوتایی ۲۴ کیلو دالتونی است که قابلیت اتصال به کلسیم را داراست. این کمپلکس پروتئینی تا ۶۰ درصد از محتوای پروتئین محلول در سیتوزول نوتروفیل‌ها را تشکیل می‌دهد. مطالعات آزمایشگاهی نشان می‌دهد که کالپروتکتین دارای خواص باکتریواستاتیک و مهارکنندهٔ قارچ است که از توانایی آن در جداسازی یون‌های فلزی منگنز و روی ناشی می‌شود. کالپروتکتین دارای دو محل اتصال فلز واسطه است که در هم‌کنشگاه مونومرهای پروتئینی آن یعنی S100A8 و S100A9 تشکیل می‌شوند، و ثابت شده که جداسازی فلزات توسط کالپروتکتین وابسته به یون کلسیم است. این کمپلکس در برابر تخریب آنزیمی مقاوم است و به راحتی در مدفوع قابل ردیابی و اندازه‌گیری است.

## استفاده به‌عنوان نشانگر جایگزین
| بازۀ مرجع سطح کالپروتکتین | بازۀ مرجع سطح کالپروتکتین | بازۀ مرجع سطح کالپروتکتین  |
| ------------------------- | ------------------------- | -------------------------- |
| سن بیمار                  | بالاترین سطح              | واحد اندازه‌گیری            |
| ۲ تا ۹ سال                | ۱۶۶                       | میکروگرم در هر ۱ گرم مدفوع |
| ۱۰ تا ۵۹ سال              | ۵۱                        | میکروگرم در هر ۱ گرم مدفوع |
| بالای ۶۰ سال              | ۱۱۲                       | میکروگرم در هر ۱ گرم مدفوع |

بیماری‌های مهمی که باعث افزایش دفع کالپروتکتین مدفوعی می‌شوند عبارتند از بیماری‌های التهابی روده (IBD)، بیماری سلیاک، کولیت عفونی، انتروکولیت نکروزان در نوزادان، فیبروز سیستیک روده و سرطان روده بزرگ.
اگرچه کالپروتکتین مدفوعی یک آزمایش نسبتاً جدید است، اما استفادهٔ رایج از آن به عنوان شاخص بیماری‌های التهابی روده در طول درمان و به عنوان یک نشانگر تشخیصی امروزه جا افتاده‌است. افزایش کالپروتکتین مدفوع، یک یافته رایج در میان بیماران بستری در بیمارستان با بیماری کووید ۱۹ است، به ویژه در بیماران مبتلا به ریزش مدفوعی کروناویروس.
باید توجه داشت که مصرف آسپرین و داروهای ضدالتهاب غیراستروئیدی، احتمالاً به سبب القای انتروپاتی، موجب افزایش کاذب سطح کالپروتکتین مدفوع می‌گردد.